# Hedvika Vlková
Hedvika Vlková (27. září 1901 – 29. července 1986) byla česká oděvní návrhářka, ilustrátorka a pedagožka. Pracovala v módním salónu Hany Podolské a v letech 1938-1949 vedla vlastní modelový dům. V roce 1949 založila samostatný ateliér oděvního návrhářství na Vysoké Škole Uměleckoprůmyslové v Praze.

## Život a dílo
Hedvika Vlková v roce 1918 absolvovala Vyšší dívčí školu. V roce 1920 se v Praze vyučila dámskou krejčovou u Elsy Ecksteinové a nastoupila do pražského družstva krejčích Maison Louvre (1920-1922). Odtud v roce 1922 přešla do modelového domu Hany Podolské jako kreslířka. 
Při zaměstnání navštěvovala kursy kresby a ornamentu na Uměleckoprůmyslové škole u prof. Aloise Mudruňky, Emanuela Dítě, Josefa Schussera a V. H. Brunnera. Návrhy oděvů, ilustrace a texty začala publikovat od roku 1922 v časopisech Elegantní Praha, Agrární večer, Pražanka. Od roku 1928 přispívala módními ilustracemi také do nového časopisu Eva. V letech 1925–1931 vystudovala portrétní malbu na Akademii výtvarných umění v Praze v ateliéru profesora Vratislava Nechleby. 
V roce 1931 obdržela studijní stipendium na stáž do Paříže. Absolvovala tam kurs oděvních střihů École coupe couture a působila jako stážistka modelového domu Jacques Heim. 
V letech 1922–1938 nepřetržitě pracovala v módnímm salónu Hany Podolské na Národní třídě, kde navrhovala pro zákaznice individuální modely a připravovala pravidelné polosezónní a sezónní módní přehlídky. S Podolskou navštěvovala pravidelně módní přehlídky pařížských modelových domů. 
Když jí přestalo vyhovovat omezení vkusem majitelky salónu a okruhem konzervativních zákaznic střední a starší generace, otevřela si roku 1938 vlastní modelový a zakázkový závod "Heda Vlková" ve Vodičkově ulici. V jejích modelech převládá jednoduchost střihu, důraz nba detail (řasení, aranžování, plisé, bílá garnitura). 
Zlom v její tvorbě přinesl rok 1949, kdy jí byl závod vyvlastněn. Proto přijala interní a později externí práci na prototypech oděvů pro průmyslovou výrobu při n. p. Textilní tvorba (školní, mateřské a pracovní oděvy). Později pracovala také pro ÚBOK.

## VŠUP
V roce 1949 také přijala nabídku založit a vést ateliér módní tvorby na Vysoké škole Uměleckoprůmyslové v Praze. K výuce střihu a modelování přizvala Františka Vobeckého a jako asistenti pro kresbu se v ateliéru vystřídali Vilma Lesková, Zbyněk Kolář, Václav Menčík a Vladimír Jarcovják. Své vlastní návrhy nadále publikovala, nyní v časopise Žena a móda, který vycházel v letech 1949–1990. 
Hedvika Vlková je považována za zakladatelku českého módního návrhářství oděvů a jeho vysokoškolské výuky. Její žákyně Zdeňka Bauerová se stala v ateliéru pokračovatelkou téže linie.